# Merriam (Kansas)
Merriam es una ciudad ubicada en el condado de Johnson en el estado estadounidense de Kansas. En el año 2010 tenía una población de 11003 habitantes y una densidad poblacional de 982,41 personas por km².

## Geografía
Merriam se encuentra ubicada en las coordenadas 39°1′15″N 94°41′38″O / 39.02083, -94.69389 (39.020888, -94.693784).

## Demografía
Según la Oficina del Censo en 2000 los ingresos medios por hogar en la localidad eran de $48,455 y los ingresos medios por familia eran $54,639. Los hombres tenían unos ingresos medios de $37,358 frente a los $29,815 para las mujeres. La renta per cápita para la localidad era de $23,988. Alrededor del 6.2% de la población estaban por debajo del umbral de pobreza.